# Partidul Alianța Democrată a Romilor
Partidul Alianța Democrată a Romilor este o formațiune politică din România, înregistrată la Tribunalul București în data de 17 septembrie 2014. Solicitarea de înregistrare a PADR a fost depusă de Dorin Cioabă, fiul lui Florin Cioabă, care se proclamase în 1997 drept „rege internațional al țiganilor”.
PADR l-a susținut pe Victor Ponta, canditatul de atunci al Partidul Social Democrat (România) la alegerile prezidențiale din 2014.